# Violante Placido
Violante Placido (Rome, 1 mei 1976) is een Italiaanse actrice.

## Biografie
Placido werd in 1976 geboren als dochter van Michele Placido en Simonetta Stefanelli. Ze begon haar carrière in 1993 in de film Quattro bravi ragazzi. Tot 2006 speelde zij uitsluitend in Italiaanse films. In 2006 acteerde ze in Fade to Black naast Christopher Walken, Danny Huston, Diego Luna en Paz Vega. In 2010 kwam haar grote doorbraak toen ze de hoofdrol speelde, samen met George Clooney in The American. Een jaar later volgde een rol in Ghost Rider: Spirit of Vengeance naast Nicolas Cage.
Placido treedt ook op als zangeres onder de naam Viola.

## Filmografie (selectie)
- The American, 2010
- Ghost Rider: Spirit of Vengeance, 2011

- Bibsys: 11051697
- Biblioteca Nacional de España: XX5087545
- Bibliothèque nationale de France: cb16628018f (data)
- Gemeinsame Normdatei: 141624876
- International Standard Name Identifier: 0000 0001 2025 9667
- Library of Congress Control Number: no2004114381
- MusicBrainz: 850f479e-8ac3-4691-aee5-b8da2c3a5803
- Istituto Centrale per il Catalogo Unico: RAVV228074
- Système universitaire de documentation: 151500525
- Trove: 1457997
- Virtual International Authority File: 53871145
- WorldCat: E39PBJcRc9fmd6mWJRJjPTw3cP